# 万柏林街道
万柏林街道，是中华人民共和国山西省太原市万柏林区下辖的一个乡镇级行政单位。

## 行政区划
万柏林街道下辖以下地区：
和平社区、新建社区、东风社区、新友谊社区、安广社区、兴汾苑社区、晋机西社区、和平苑社区和彭村社区。